# Forest Silence
Forest Silence är ett ungerskt black metal-band bildat 1996 i Szombathely.

## Medlemmar
Nuvarande medlemmar
- Winter (Roland Horvath) – alla instrument, sång (1996– )

Tidigare medlemmar
- András Nagy – gitarr
- Zoltan Schoenberger – trummor

## Diskografi

### Demoalbum
- 1997 – The 3rd Winter

1. The 3rd Winter – 13:20
2. Paradoxon – 19:11

- 2000 – Winter Circle

1. The Face of Silence – 10:00
2. Empire of Frost – 12:48
3. Endless Cold Thoughts – 7:54
4. Winter Circle – 11:46

- 2002 – The Eternal Winter

1. I: The Eternal Winter – 9:13
2. II: I Feel the Claws of Darkness – 6:41
3. III: Silence – 5:33

### Studioalbum
- 2006 – Philosophy of Winter

1. Bringer of Storm – 7:17
2. Spirits of the Winds – 6:28
3. At the Dawning of Chaos – 6:57
4. Path of Destruction – 7:21
5. Philosophy of Winter – 7:48

### EP
- 2010 – Winter Ritual

1. The Symbol – 09:10
2. Winter Ritual – 10:40
3. The Eternal Winter – 09:14
4. I Feel the Claws of Darkness – 06:42
5. Silence – 05:30